# Ginástica artística nos Jogos Pan-Americanos de 2023 - Cavalo com alças
A final de cavalo com alças da ginástica artística nos Jogos Pan-Americanos de 2023 foi realizada no dia 24 de outubro, no Centro de Esportes Coletivos, em Santiago, no Chile. Zachary Clay se tornou o primeiro canadense a ganhar o título de cavalo com alças nos Jogos Pan-Americanos.

## Qualificatória
| Pos. | Ginasta            | Nota D | Nota E | Pen. | Total  | Qual. |
| ---- | ------------------ | ------ | ------ | ---- | ------ | ----- |
| 1    | Jayson Rampersad   | 6.100  | 8.166  |      | 14.266 | Q     |
| 2    | Zachary Clay       | 5.700  | 8.266  |      | 13.966 | Q     |
| 3    | Santiago Mayol     | 5.500  | 8.366  |      | 13.866 | Q     |
| 4    | Nelson Guilbe      | 5.600  | 8.266  |      | 13.866 | Q     |
| 5    | Cameron Bock       | 5.400  | 8.366  |      | 13.766 | Q     |
| 6    | Stephen Nedoroscik | 6.200  | 7.433  |      | 13.633 | Q     |
| 7    | Vahe Petrosyan     | 5.300  | 8.133  |      | 13.433 | –     |
| 8    | Luca Alfieri       | 4.700  | 8.700  |      | 13.400 | Q     |
| 9    | Edward Gonzáles    | 5.400  | 7.833  |      | 13.233 | Q     |
| 10   | Rodrigo Gómez      | 5.200  | 7.933  |      | 13.133 | R1    |
| 11   | Diogo Soares       | 5.800  | 7.100  |      | 12.900 | R2    |
| 12   | Andrés Pérez Gines | 4.700  | 7.866  |      | 12.566 | R3    |

### Final
| Pos.              | Ginasta                | Nota D | Nota E | Pen. | Total  |
| ----------------- | ---------------------- | ------ | ------ | ---- | ------ |
| Medalha de ouro   | CAN Zachary Clay       | 5.7    | 8.700  |      | 14.400 |
| Medalha de prata  | CAN Jayson Rampersad   | 6.0    | 8.333  |      | 14.333 |
| Medalha de bronze | PUR Nelson Guilbe      | 5.8    | 8.533  |      | 14.133 |
| 4                 | USA Cameron Bock       | 5.4    | 8.533  |      | 13.933 |
| 5                 | USA Stephen Nedoroscik | 6.6    | 7.166  |      | 13.766 |
| 6                 | ARG Luca Alfieri       | 5.0    | 8.533  |      | 13.533 |
| 7                 | PER Edward Gonzáles    | 5.1    | 7.800  |      | 12.900 |
| 8                 | ARG Santiago Mayol     | 5.5    | 7.366  |      | 12.866 |